# 九龍巴士31A線 (第一代)
九龍巴士31A線是香港一條已停駛的新界區巴士路線。

## 歷史
- 1967年11月18日：路線投入服務，原為因暴動而停駛的16D線，來往北葵涌至荃灣西約，袛於繁忙時間服務。
- 1968年12月1日：荃灣西約總站遷往青山公路近油柑頭。路線改由早上繁忙時間服務，另外由中午至晚上9:00亦提供服務。
- 1969年5月18日：逢夏季假日，路線延長為北葵涌至深井。
- 1971年9月1日：北葵涌總站改名為石梨。
- 1975年2月16日：每逢假日不提供服務。
- 1978年10月16日：早上8:30前所有班次均延長為石梨至深井，其餘班次均為石梨至荃灣西約。
- 1984年9月23日：配合新界西路線重組，路線取消服務。

## 行車資料
承16B線年代，本線是新界區典型長期採用1960年代「亞比安」VT17AL 、VT23L及1970年「塞頓」"Seddon Pennine 4型" 單層巴士路線，1970年代改派更換上重建車身的 1962年[Daimler CCG6]行走（丹拿C型），

### 行車路線
- 石梨開途經：大隴街，和宜合道，昌榮路，青山公路葵涌段，德士古道，沙咀道，荃灣西約總站，青山公路，深井（特別班次）

- 深井/荃灣西約開途經：深井（特別班次），青山公路，沙咀道，德士古道，青山公路葵涌段，昌榮路，和宜合道，大隴街